# Graciliraptor lujiatunensis
Graciliraptor lujitunensis és una espècie de dinosaure teròpode que va viure al Cretaci inferior. Era un domeosàurid microraptori que va ser descrit per primera vegada l'any 2004. Les seves restes fòssils foren trobades a Beipiao, província de Liaoning, Xina. Aquests fòssils comprenen part de la maxil·la, les extremitats quasi completes, una vèrtebra parcial, i unes poques dents.